# Leona Detiège
Leona Maria Detiège (Anversa, 26 novembre 1942) è una politica belga, membro del Partito Socialista Differente.
Dal 1988 al 1992 ha ricoperto la carica di Segretario di Stato federale per le pensioni, nel VIII e IX governo guidato da Wilfried Martens.
Già deputata alla Camera dei rappresentanti e deputata fiamminga, dall'ottobre 2012 al maggio 2014 ha sostituito Marleen Temmerman come senatrice belga.

## Biografia
Leona Detiège è figlia dell'ex sindaco di Anversa Frans Detiège e madre della deputata Maya Detiège (sp.a). Ha studiato scienze commerciali e finanziarie presso la Rijkshandelshogeschool di Anversa, dove si è diplomata.
Detiège è diventata un funzionario del Ministero degli affari economici, incaricata dell'Ufficio federale di pianificazione e direttore della Volkshogeschool Emile Vandervelde di Anversa. Dal 1970 al 1974 è stata anche funzionaria di gabinetto per vari ministri.
Divenne membro del Partito Socialista Belga e fu consigliere provinciale di Anversa per questo partito dal 1974 al 1977. Successivamente è stata membro della Camera dei rappresentanti dal 1977 al 1991 e membro del Senato belga dal 1991 al 1995. Dal 1980 al 1988 è stata anche membro del Consiglio consultivo interparlamentare del Benelux. Nel periodo che va dal maggio 1977 all'ottobre 1980, ha anche fatto parte del Consiglio per la cultura della comunità culturale olandese, che è stato stabilito il 7 dicembre 1971, a seguito del doppio mandato allora esistente. Dal 21 ottobre 1980 al maggio 1995 è stata membro del Consiglio fiammingo, il successore del Consiglio Culturale e il predecessore dell'attuale Parlamento fiammingo.
Dal 1988 al 1992 è stata anche segretaria di stato federale per le pensioni e dal 1992 al 1995 ministro fiammingo per l'occupazione e gli affari sociali, prima di diventare sindaco di Anversa nel 1995. Ha rassegnato le dimissioni da sindaco nel 2003, all'indomani della vicenda dei visti ad Anversa, un caso di rapporti di costo presumibilmente errati e fraudolenti a in riferimento a politici comunali. Ad Anversa, è stata membro del consiglio comunale dal 1995 al 2006, è anche dal 1977 al 1982. Dal 1977 al 1982 è stata consigliera di Anversa e dal 1983 al 1995 è stata consigliere distrettuale del distretto di Anversa.
A Kalmthout, è stata candidata per le elezioni municipali il 14 ottobre 2012, ma non viene eletta. Nell'ottobre 2012 è succeduta al Senato a Marleen Temmerman e vi è rimasta fino al 2014. In seguito non sarà candidata alle elezioni del 2014.
Dal 19 maggio 1995 è commendatore dell'Ordine Leopoldo e il 1º marzo 1991 è stata insignita della Medaglia Civile di 1ª Classe.